# Município de Switzerland (condado de Monroe, Ohio)
O município de Switzerland (em inglês: Switzerland Township) é um município localizado no condado de Monroe no estado estadounidense de Ohio. No ano de 2010 tinha uma população de 462 habitantes e uma densidade populacional de 6,53 pessoas por km².

## Geografia
O município de Switzerland encontra-se localizado nas coordenadas 39° 49′ 13″ N, 80° 53′ 38″ O. Segundo a Departamento do Censo dos Estados Unidos, o município tem uma superfície total de 70.73 km², da qual 70,45 km² correspondem a terra firme e (0,4 %) 0,28 km² é água.

## Demografia
Segundo o censo de 2010, tinha 462 pessoas residindo no município de Switzerland. A densidade populacional era de 6,53 hab./km². Dos 462 habitantes, o município de Switzerland estava composto pelo 98,48 % brancos, o 0,22 % eram afroamericanos e o 1,3 % eram de uma mistura de raças. Do total da população o 0,22 % eram hispanos ou latinos de qualquer raça.